# Comfort James
Comfort James (* 3. September 2000) ist eine nigerianische Leichtathletin, die sich auf den Mittelstreckenlauf spezialisiert hat.

## Sportliche Laufbahn
Erste internationale Erfahrungen sammelte Comfort James im Jahr 2019, als sie bei den Juniorenafrikameisterschaften in Abidjan in 4:31,45 min den sechsten Platz im 1500-Meter-Lauf belegte. 2024 gelangte sie bei den Afrikaspielen in Accra mit 2:04,87 min auf den siebten Platz im 800-Meter-Lauf. Im Juni belegte sie bei den Afrikameisterschaften in Douala in 2:04,45 min den achten Platz über 800 Meter und ging im Finale über 1500 Meter nicht mehr an den Start.
In den Jahren 2016 und 2019 wurde James nigerianische Meisterin im 1500-Meter-Lauf sowie 2019, 2023 und 2024 über 800 Meter.

## Persönliche Bestzeiten
- 800 Meter: 2:04,45 min, 23. Juni 2024 in Douala
- 1500 Meter: 4:19,81 min, 18. Juni 2024 in Benin City